# Bayerisches Verwaltungsgericht Würzburg

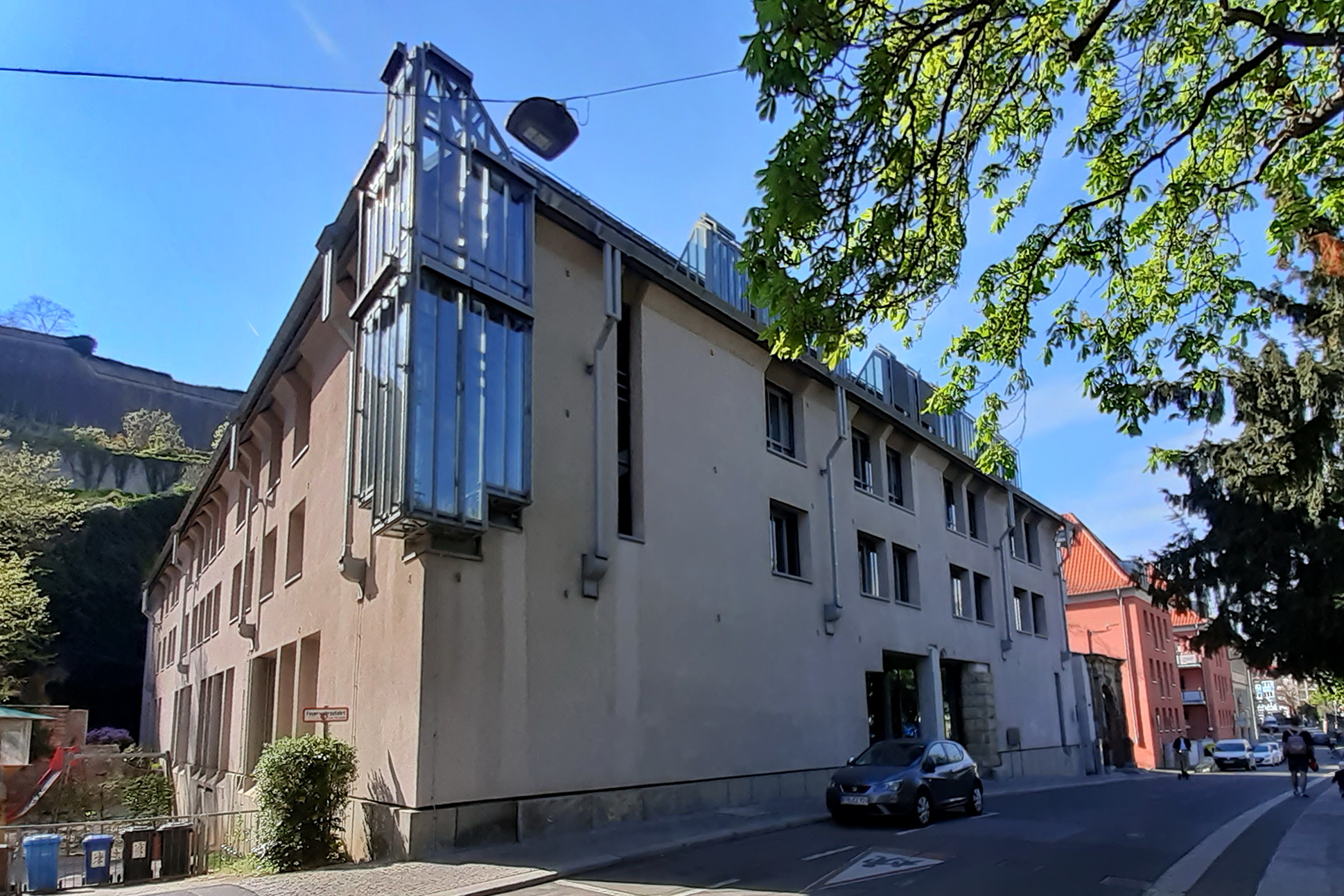
Gerichtsgebäude

Das Bayerische Verwaltungsgericht Würzburg ist ein Gericht der Verwaltungsgerichtsbarkeit. Es wurde am 15. Januar 1947 gegründet und ist eines von sechs Verwaltungsgerichten (VG) im Freistaat Bayern.

## Gerichtssitz und -bezirk
Das Verwaltungsgericht hat seinen Sitz in Würzburg. Der Regierungsbezirk Unterfranken bildet den örtlichen Zuständigkeitsbereich des Gerichts.

## Gerichtsgebäude
Das VG Würzburg befindet sich in der Burkarderstraße 26, 97082 Würzburg.

## Übergeordnete Gerichte
Das dem Verwaltungsgericht Würzburg übergeordnete Gericht ist der Bayerische Verwaltungsgerichtshof. Diesem übergeordnet ist das Bundesverwaltungsgericht.

## Präsident
Dem Gericht steht der Präsident des Verwaltungsgerichts Hubert Strobel vor.